# Château de Chaulnes
Cet article concerne le château situé à Noyarey. Pour l'ancien château situé à Chaulnes, voir Château de Chaulnes (Chaulnes).
Le château de Chaulnes est situé à Noyarey, commune du département de l'Isère, dans la région Auvergne-Rhône-Alpes.
Cette ancienne maison seigneuriale doit son nom à une branche de la famille des Chaulnes, originaire, selon certains ouvrages, de l'ancienne province de Picardie, voire selon d'autres sources, directement du Tonnerrois en Bourgogne, et dont un membre est venu s'installer dans le Dauphiné à la fin du XVIe siècle ou au début du XVIIe siècle.
Le château et son domaine ont notamment appartenu à deux évêques qui se sont succédé au XVIIIe siècle au diocèse de Grenoble.
L'édifice se présente dans un bon état général en 2020. Il appartient à un propriétaire privé qui l'utilise commercialement pour des réceptions des expositions et autres projets événementiels.

## Historique

### Fondation
Selon l'ouvrage de Patrick Ollivier-Elliot dénommé Vercors safari-patrimoine, ce château daterait du XVIIe siècle, et sa création serait liée à l'installation de la famille de Chaulnes, originaire d'une ville homonyme du Santerre, en Picardie, aujourd'hui, en région des Hauts-de-France.
Selon le Dictionnaire de la noblesse, publié en 1783 la famille de Chaulnes « fut une bonne et ancienne Maison de la ville et Comté de Tonnerre », ville située en Bourgogne. Ils furent donc des familiers de la Maison de Clermont-Tonnerre, eux-mêmes originaires de Clermont de Chirens, village du Dauphiné, situé à quelques kilomètres de Noyarey et détenteur du Comté de Tonnerre à la fin du XVIe siècle, période correspondant à l'arrivée des Chaulnes dans le Dauphiné.

### Les propriétaires successifs
L'histoire du domaine de Chaulnes, son château et ses terres, a été relatée dans un seul ouvrage littéraire. Celui-ci a été écrit par le chanoine Cyrille Thelliez , Noyarey village fleuri, édité par l'imprimerie Eymond en 1961 et qui sert de source principale à une grande partie de la connaissance historique de l'édifice. Les autres sources sont cependant indiquées.

#### La Maison de Sassenage
Initialement, un  bâtiment (probablement un pavillon de chasse) servit de lieu de séjour au baron de Sassenage, issu d'une famille aristocratique locale plus connue sous le nom de Béranger-Sassenage à partir de 1350 et qui demeurait officiellement au château de Sassenage, situé à environ 4 km de la paroisse de Noyarey.
Anne de Montaud, mère de Philibert de Sassenage, vendit durant l'année 1531, les lieux de « Veurey et de Noyaray »  à François Vachon.

#### La Maison de Chaulnes
En 1613, Antoine de Chaulnes, président du bureau des finances de Grenoble et seigneur de la Bâtie-Meylan achète les terres à Marc de Vachon, descendant de François. Après quelques avatars liés à des cessions de terres et de ventes successives, le domaine de Noyarey redevint possession de la famille de Chaulnes par l’intermédiaire de Marguerite de Chissé, épouse de Claude de Chaulnes.
Son fils, Joseph de Chaulnes, en sa qualité de seigneur des lieux, obtiendra l'érection de ce domaine en marquisat par lettres patentes datant de mars 1684 et enregistrées au Parlement du Dauphiné le 19 août 1684. Le frêre de Joseph de Chaulnes, dénommé Paul de Chaulnes et qui fut évêque de Grenoble entre 1721 et 1725 lui succédera à la tête du domaine.

#### Les Caulet de Grammont

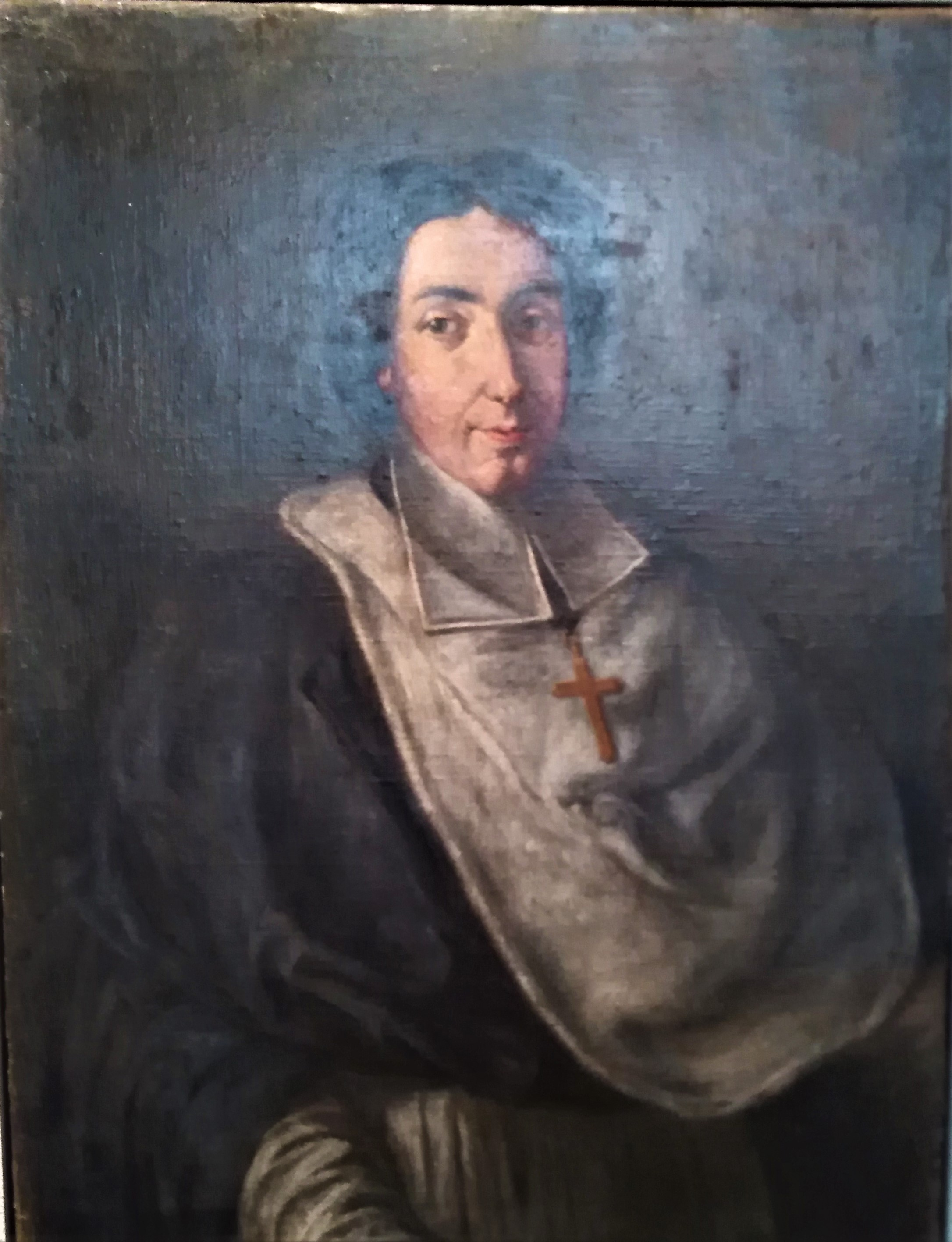
Jean de Caulet évêque de Grenoble (1727 - 1771) (tableau du musée de l'ancien évêché)

Guinetière de Chaulnes, dernier descendant de cette branche de cette famille et sans héritier directe lègue à sa mort les « pauvres de l’hôpital général de Grenoble » en 1741, les terres de Noyarey et de Veurey. En 1743, l’hôpital, endetté, vend ces mêmes terres à Jean de Caulet, évêque de Grenoble de 1727 à 1771, membre d'une grande famille d'origine toulousaine qui l'utilise comme résidence d'été.
Le château deviendra ensuite la propriété de son neveu Tristan de Caulet, marquis de Grammont chevalier de Saint-Louis et membre de la compagnie Beauveau des Gardes du corps du Roi.
Celui-ci décédera durant la Terreur et laissera le château en héritage à la « citoyenne » Adélaïde Caulet, dernier membre de la famille Caulet et futur belle-mère du ministre de Charles X, Guillaume-Isidore Baron de Montbel. À la suite des événements de juillet 1830 et l'avènement de Louis-Philippe Ier, la famille finira par céder ce qui reste du domaine au baron Thomas le 1er juin 1831 « avec meubles pour 150 000 francs ».

#### La famille Thomas
Joseph-Marie Thomas, né en 1771, intendant militaire de la 7e Division, à Grenoble, titré baron, « à titre personnel » par le roi de France Charles X en mars 1827. Thomas fit l'acquisition du château en 1830 et crée ses propres armoiries. Il procède à la construction de deux tourelles à chaque extrémité de l'édifice, ce qui modifiera son aspect extérieur, lui donnant ainsi un aspect plus prestigieux. Enfin, il réussit à obtenir l'hérédité de son titre en juin 1845 pour son fils qui héritera du domaine à sa mort en 1849[source insuffisante]. Celui-ci, dénommé Hippolyte Gatien Baron Thomas décédera au domaine de Chaulnes le 25 juillet 1878[source insuffisante]. En raison d'une succession partagée entre plusieurs héritiers, le domaine du château sera vendu par la famille Thomas à la famille du général Édouard Deverre.
Quelques années avant cette vente, au lendemain de la Première Guerre mondiale, des dames patronnesses de nationalité américaine appartenant à l'église méthodiste épiscopale de New-York décident de créer plusieurs orphelinats dont un établissement réservé aux garçons dans les dépendances du château. Les enfants seront ensuite transférés dans un autre établissement situé dans la commune de La Tronche.

#### La famille Deverre

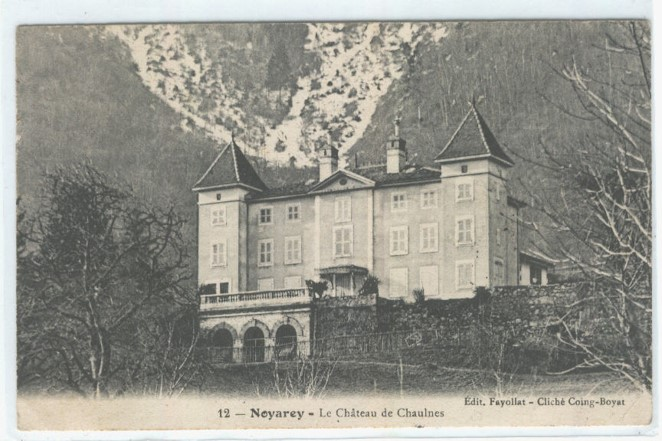
Le château de Chaulnes au début du XXe siècle (carte postale).

À la faveur d'une affaire judiciaire survenue dans les années 1920, évoqué par la presse, il est établi que la famille Deverre, qui comprend, elle aussi, des militaires, mais également des banquiers, fit l'acquisition de ce domaine durant cette période du XXe siècle.
En effet, un article de presse paru dans Le Petit Journal en date du 8 juillet 1927 relate l'assassinat du général Édouard Deverre dans le train Grenoble-Lyon, alors que celui-ci revenait du château de Chaulnes, propriété de son neveu, le capitaine Jean-Victor Deverre auquel le général rendait visite régulièrement. L'enquête permit au parquet de Dijon de se lancer sur la piste d'un probable tueur en série arrêté et condamné en Belgique en mars 1931 pour des faits similaires.
Ce château restera la propriété de Jean-Victor Deverre qui terminera sa carrière militaire en tant que général. Celui-ci décédera en 1973. Le château sera ensuite vendu à un restaurateur dans les années 1980.

### Le château auXXIesiècle
Le château et son domaine sont toujours une propriété privée. L'édifice et son jardin ont été aménagés en site d'accueil consacré à l'organisation de mariages, de séminaires, et autres événements privés et publics, dont quelques expositions de nature artistique, grâce à la présence de vastes salles pouvant accueillir jusqu'à deux cents personnes.

## Toponymie
Chaulnes
Le nom de la famille « Chaulnes » (Chaonis au Moyen Âge) est probablement lié au nom de la ville  de Chaulnes située dans le département de la Somme, en région Hauts-de-France (autrefois en région Picardie) et dont un membre de la famille de cette Maison vint s'installer dans le Dauphiné. Il y a trois significations possibles pour expliquer l'origine du nom de cette ville et donc du nom de ce lieu. : 
1. Il peut dériver du terme latin calx  qui signifie « extrémité »,
2. Il peut également dériver du terme calceia qui signifie « chaussée »,
3. Il peut enfin dériver du prénom français « Charles »

Glairons
Le château fut également inscrit sous le nom de « Château des Glairons », ainsi que sous les termes « Maison et Chapelle des Glairons », sur les différents cadastres de la commune de Noyarey entre 1849 et en 1914.
Ce terme est lié au fait que le domaine se situe à proximité d'un terrain sablonneux, expliqué, au niveau toponymique, par la présence d'un hameau de la commune de Noyarey installé sur le bassin limoneux de l'ancien lit de l'Isère et portant le nom des « Glairons », situé en contrebas de l'édifice.

## Situation et accès

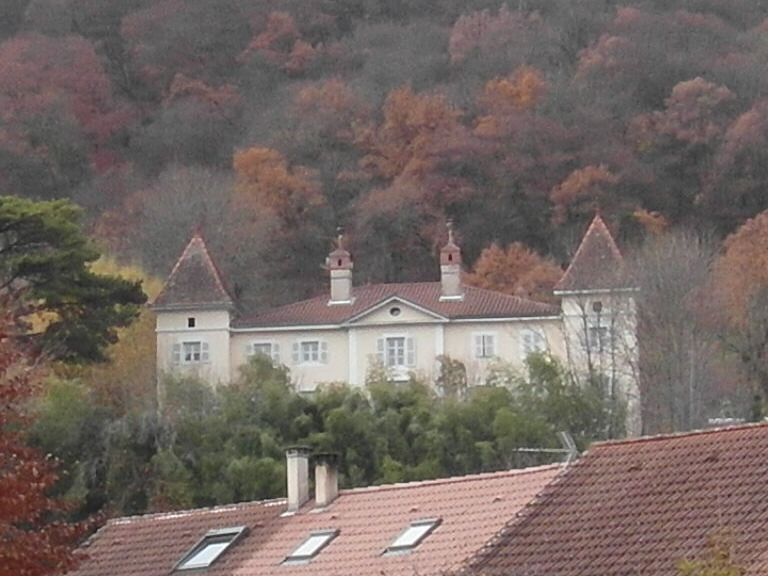
Le château de Chaulnes, depuis l'ancienne route nationale 532.

Le château de Chaulnes et son domaine sont situés sur une éminence, au pied de la falaise du Vercors, à l'écart du bourg de Saint-Jean, marquant ainsi l'entrée du territoire de Noyarey depuis Sassenage et Grenoble.

### Voies routières
L'ancienne route nationale 532 ou RN 532 qui relie Saint-Péray (Ardèche) à Grenoble (Isère) passe à proximité du château. Celui-ci est d'ailleurs nettement visible depuis cette route.
En 2006, cette route nationale a été déclassée dans le département de l’Isère en RD 1532.

### Transports publics
Le château, le quartier de Saint-Jean et la partie basse du bourg de Noyarey furent, en 1895, reliés à Grenoble par une ligne de l'ancien réseau du premier réseau de Grenoble. Cette ligne a disparu en 1938, mais le site est toujours relié au réseau de transports en commun de l'agglomération de Grenoble (réseau TAG), notamment par trois lignes de bus : la ligne Proximo n°20 et la ligne Flexo n°52 (arrêt "les Chaulnes") qui relie le château à la commune de Fontaine, elle-même desservie par le réseau actuel de tramway de ce même réseau de transport et la ligne Flexo n°53 (même arrêt) qui permet de se rendre jusqu'à la gare de Saint-Égrève.
La gare ferroviaire la plus proche est la gare ferroviaire SNCF de Saint-Égrève desservie par les trains régionaux du réseau TER Rhône-Alpes et située à environ 5 km du centre de Noyarey. Cette gare est reliée directement à la gare de Grenoble.

## Description

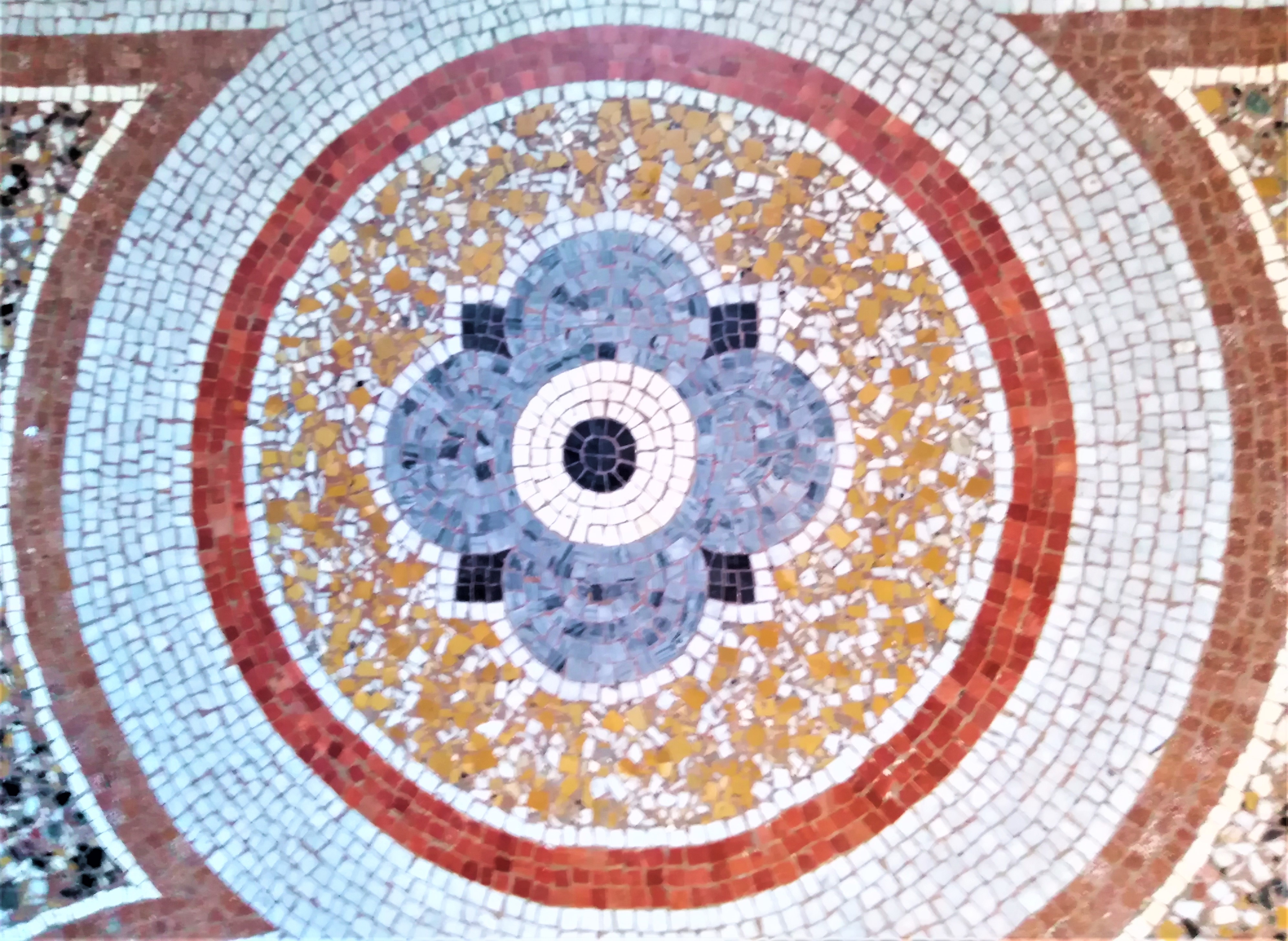
Mosaïque du sol d'entrée du château de Chaulnes

Cette demeure, située dans un cadre bucolique, bien entretenue, a conservé son aspect originel de grande maison seigneuriale avec de part et d'autre du bâtiment principal, deux tourelles carrées, construites au cours du XIXe siècle. Le bâtiment principal comprend deux étages et une cave voûtée. On peut encore y découvrir de très beaux parquets anciens et des sols en mosaïque.
Le château est entouré par un modeste domaine qui comprend un jardin, une pièce d'eau, une petite chapelle en ruines et une vaste terrasse orientée vers le Soleil levant, le tout surplombant la vallée de l'Isère, offrant ainsi une vue sur le massif de la Chartreuse.
Depuis sa reprise par un nouvel exploitant, les salles intérieures du château ont bénéficié de nombreuses restaurations, y compris le grand escalier, afin de pouvoir accueillir de nombreux programmes événementiels, dont des expositions locales d'arts, ouvertes à tous les publics.

## Activités culturelles

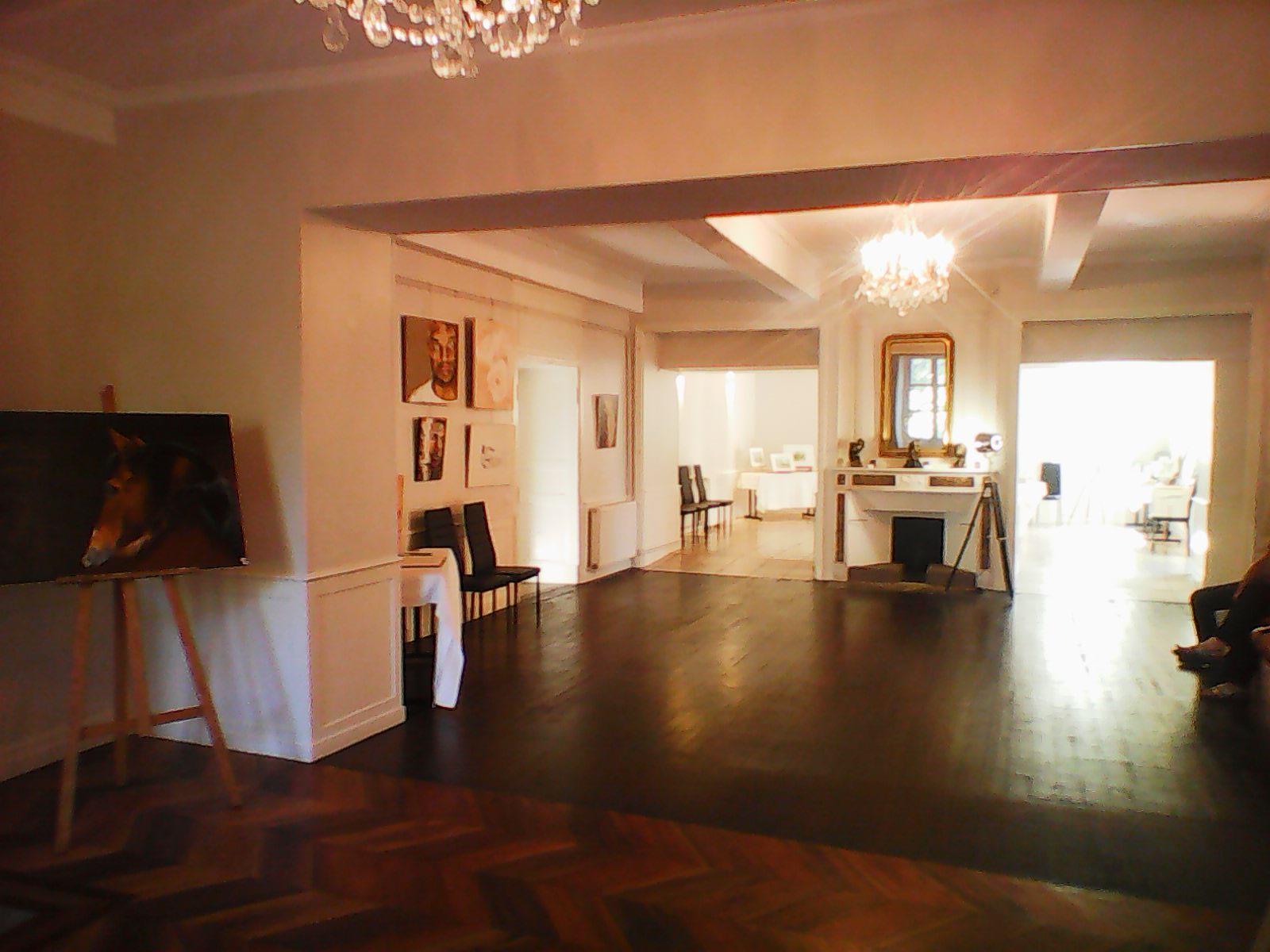
Salles intérieures du Château de Chaulnes durant une exposition

### Expositions
- 2017

Du 2 au 5 décembre 2017, de nombreux artistes grenoblois contemporains (peintres, dessinateurs, graveurs et sculpteurs) ont exposé leurs œuvres dans une salle du château de Chaulnes.
- 2018

Du 15 au 18 mars 2018, une exposition dénommée « Au fil du bois», comprenant un atelier de sculpture sur bois (initiation pour les enfants et les adultes) y est organisée.
Du 07 au 9 septembre 2018, une exposition, organisée par le collectif « Les créateurs du Dauphiné » présente des œuvres de peinture, de sculpture sur bois et de bronze, aquarelles, photographies et céramiques.
Du 12 au 14 octobre 2018, une exposition présente les œuvres de l’artiste lyonnais Diego Guglieri Don Vito.
- 2019

Du 16 au 18 février 2019, une exposition de l'artiste grenoblois Tristan .
Du 14 au 22 juin 2019, une exposition Jean Louis Simeray
- 2024

Les salons du château de Chaulnes, accueillent le 1er décembre la troisième édition du salon du mariage.